# خناز
خناز (الاسم العلمي Smaug) جنس عظاء من فصيلة الكورديلات. أنواعه ثمانية موطنها البلاد الحارة الافريقية والأسيوية. جميعها متوسطة القد. أثوابها إلى السمرة الطحلاء. حراشفها صغيرة متراكبة. قوتها الحشرات والهوام.